# Waluran (plaats)
Waluran is een bestuurslaag in het regentschap Sukabumi van de provincie West-Java, Indonesië. Waluran telt 4199 inwoners (volkstelling 2010).